# Nowe Łubki
Nowe Łubki – wieś sołecka w Polsce położona w województwie mazowieckim, w powiecie płockim, w gminie Bulkowo. Łubki leżą na trasie pomiędzy Blichowem a Staroźrebami. 
Do 1954 roku siedziba wiejskiej gminy Łubki. W latach 1975–1998 miejscowość administracyjnie należała do województwa płockiego.
We wsi znajdują się: szkoła podstawowa, Niepubliczny Zakład Opieki Zdrowotnej, apteka, biblioteka publiczna, remiza strażacka Ochotniczej Straży Pożarnej, 2 sklepy ogólnospożywcze, jak również tablica pamięci poległych w 1920 roku.
Nazwa miejscowości została wspomniana w tekście utworu „Fast Food” z albumu Spirala (1996) rockowego zespołu Apteka.
Na terenie tutejszej jednostki OSP został nagrany wideoklip z udziałem widzów do utworu "Lawenda" z albumu Hotel Maffija 2 (2022) grupy SB Maffija.

## Galeria zdjęć

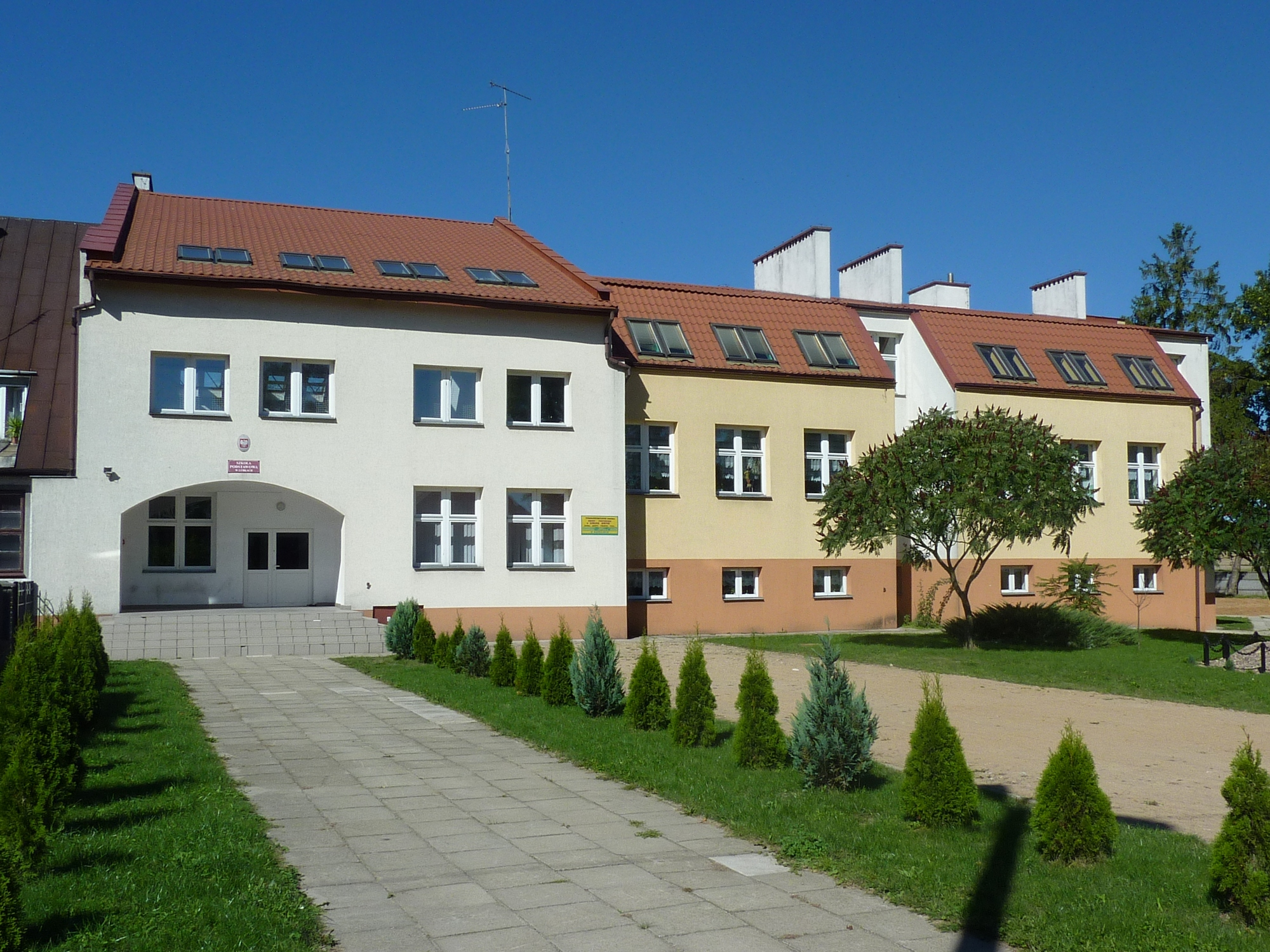
Szkoła podstawowa
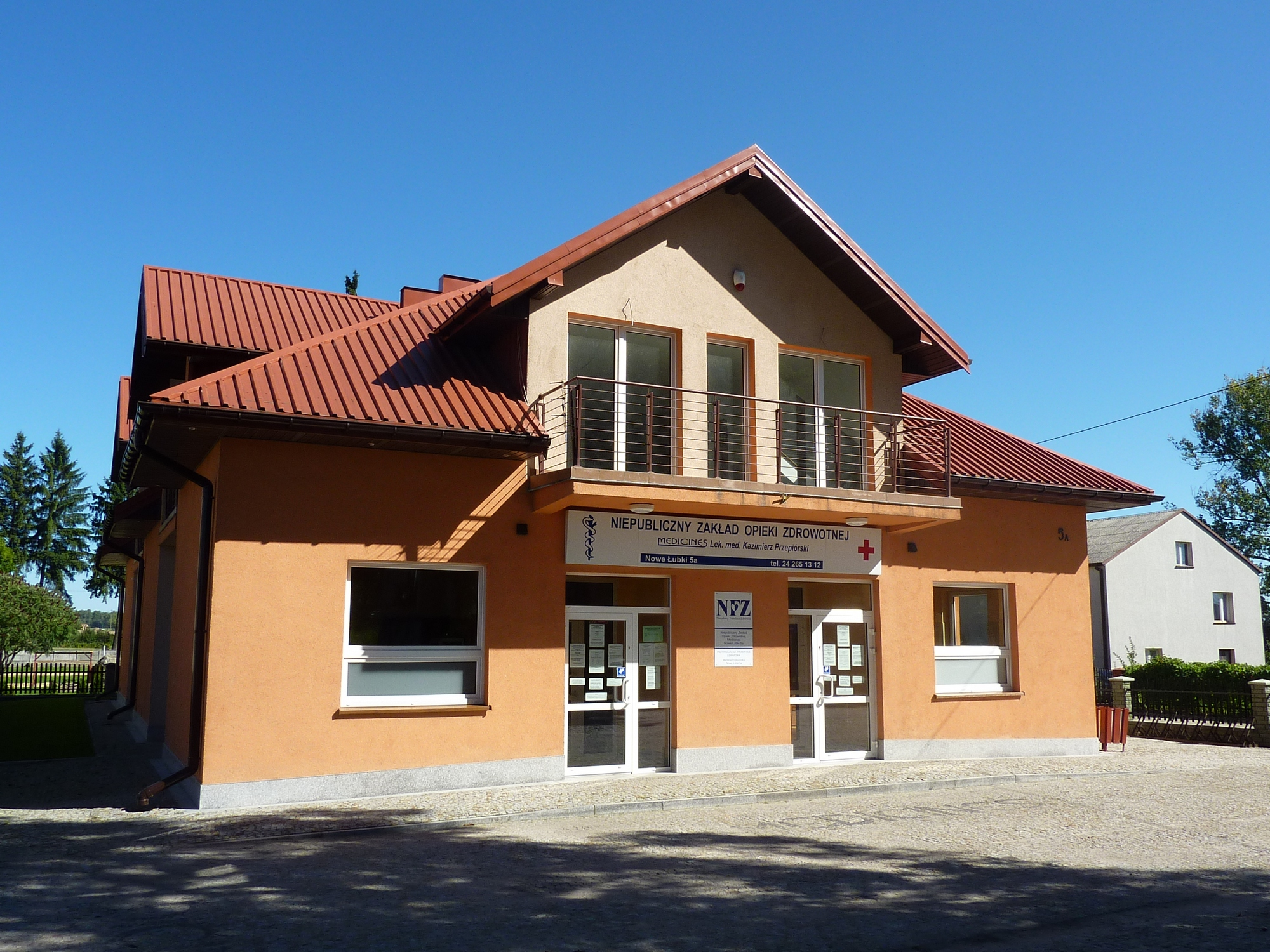
NZOZ
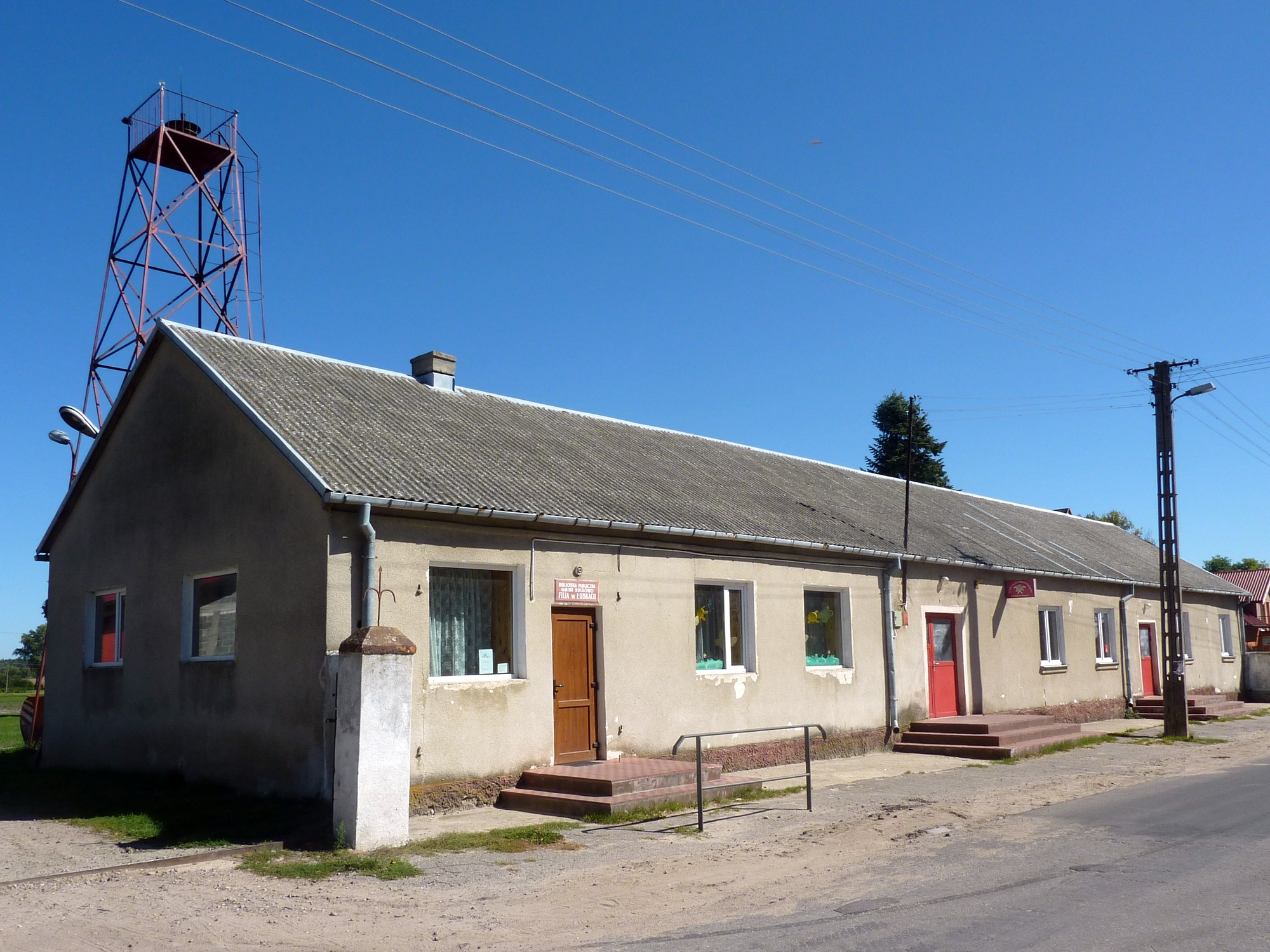
Biblioteka i OSP
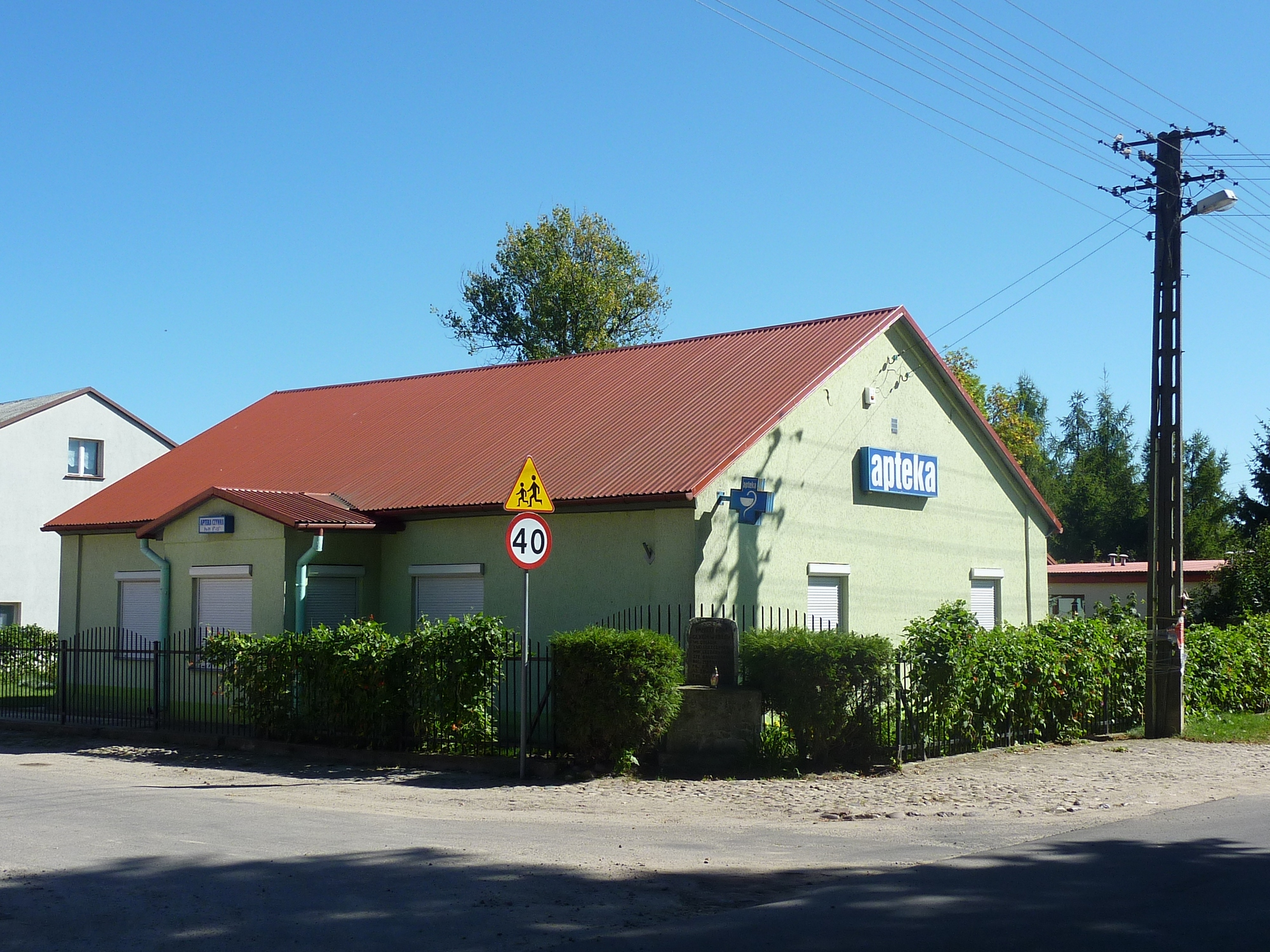
Apteka
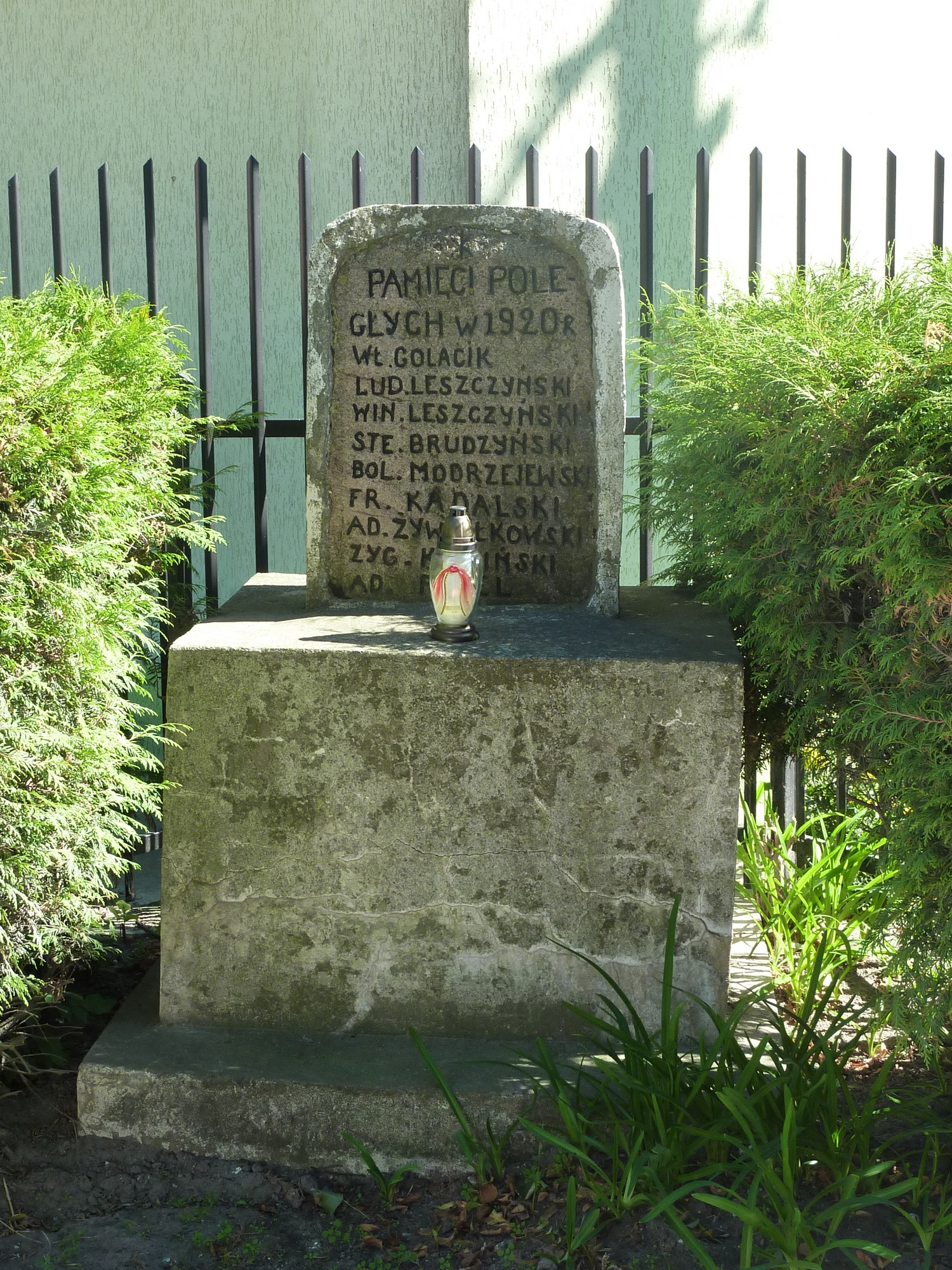
Tablica pamięci poległych w 1920